# Isamu Chō

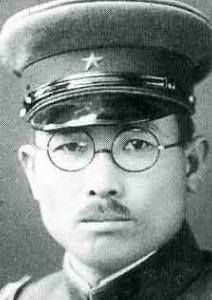
Isamu Cho

Isamu Chō (長 勇 Chō Isamu, 19 de janeiro de 1895 – 22 de junho de 1945) foi um oficial do Exército imperial japonês conhecido pelo seu apoio a políticas ultranacionalista e seu envolvimento em diversas tentativas de golpe de estado no Japão antes da Segunda Guerra Mundial.

## Biografia
Chō nasceu na Província de Fukuoka e graduou-se pela Academia do Exército Imperial Japonês em 1916 e Escola de Guerra do Exército em 1928.
Após graduar-se, Chō foi alocado para a sua primeira missão fora do Japão com o politizado Exército de Kwantung baseado no leste da China. Após seu retorno ao Japão atuou ativamente na política interna através do Exército Japonês. Foi o comandante do 32o Regimento durante a Batalha de Okinawa. Cometeu suicídio juntamente com o General Mitsuru Ushijima ao invés de se render às forças norte-americanas.